# Erjon Tola
Erjon Tola (Tirana, 15 dicembre 1986) è uno sciatore alpino albanese, primo sportivo del suo Paese ad aver partecipato a un'edizione dei Giochi olimpici invernali e portabandiera durante le cerimonie di apertura dei XX, dei XXI e dei XXII Giochi olimpici invernali; ha partecipato anche ai XXIII Giochi olimpici invernali.

## Biografia

### Stagioni 2002-2012
Nato a Tirana e immigrato all'età di sei anni in Italia dall'Albania, Erjon Tola risiede a Breuil-Cervinia e gareggia prevalentemente in gare FIS (dal febbraio del 2002) e in altre prove minori.
Ai XX Giochi olimpici invernali di Torino 2006, dopo esser stato portabandiera durante la cerimonia di apertura, ha gareggiato nel supergigante, arrivando 56º, e nello slalom gigante, in cui è arrivato 35º; non ha terminato invece la prima manche dello slalom speciale. In seguito ha partecipato anche ai XXI Giochi olimpici invernali di Vancouver 2010, continuando a essere portabandiera durante la cerimonia di apertura e unico rappresentante della sua nazione e classificandosi 63° nello slalom gigante e 48° nello slalom speciale.

### Stagioni 2013-2022
Nel 2013 ha esordito ai Campionati mondiali, nella rassegna iridata di Schaldming (piazzandosi 54º nello slalom gigante e 42º nello slalom speciale), e in Coppa del Mondo, a Kranjska Gora il 9 marzo, senza qualificarsi per la seconda manche dello slalom gigante in programma.
Ai XXII Giochi olimpici invernali di Soči 2014, dove è stato per la terza volta portabandiera durante la cerimonia di apertura (ma non più unico rappresentante dell'Albania, essendo stato affiancato da Suela Mëhilli), non ha preso il via alle due gare cui era iscritto (lo slalom gigante e lo slalom speciale). L'anno dopo, ai Mondiali di Vail/Beaver Creek 2015, si è classificato 57º nello slalom gigante e non ha completato lo slalom speciale. Ai Mondiali di Sankt Moritz 2017 si è classificato 46º nella prova di slalom gigante e non ha completato lo slalom speciale. Ai XXIII Giochi olimpici invernali di Pyeongchang 2018 si è classificato 47° nello slalom gigante e 36º nello slalom speciale; l'anno dopo ai Mondiali di Åre 2019 è stato 46º nello slalom speciale, mentre a quelli di Cortina d'Ampezzo 2021 si è piazzato 34º nello slalom gigante e 29º nello slalom speciale. È inattivo dal dicembre del 2021.